# Franz Anton Nöggerath senior
Franz Anton Nöggerat senior (ur. 1859, zm. 21 grudnia 1908) – holenderski filmowiec, pierwszy holenderski dystrybutor filmowy, właściciel pierwszego stałego kina w Holandii. Ojciec Franza Antona Nöggerata juniora.
W 1891 r. przeprowadził się z Niemiec do Holandii. Był właścicielem teatru Flora w Amsterdamie. Od 1896 r. włączył w jego program ruchome obrazy. Rok później rozpoczął wynajem filmów i sprzętu od Wariwck Trading Company i zajął się dystrybucją filmową. Jego firma dystrybucyjna nosiła nazwę FAN-film. Zajął się także produkcją krótkich filmów, które następnie dystrybuował na terenie Europy. W 1907 otworzył kino Bioscope-Theater, pierwszego w Holandii kina, które zostało zbudowane specjalnie w tym celu.